# Meunasah Mon
Meunasah Mon is een bestuurslaag in het regentschap Aceh Besar van de provincie Atjeh, Indonesië. Meunasah Mon telt 1299 inwoners (volkstelling 2010).